# José Luis Ayuso Fernández
José Luis Ayuso Fernández (Linares, Jaén; 26 de noviembre de 1897-Madrid, 1992) fue un inventor, ingeniero, mecánico, electricista y proyeccionista cinematográfico español. Fue nieto del empresario y político Baldomero Ayuso y Espinosa.
Ayuso fue un pionero del cine sonoro y su expansión comercial a gran escala, e inventor de uno de los primeros sistemas que lo hicieron posible, así como de otros inventos cinematográficos.

## Inventos

### Sincronizador Ayuso

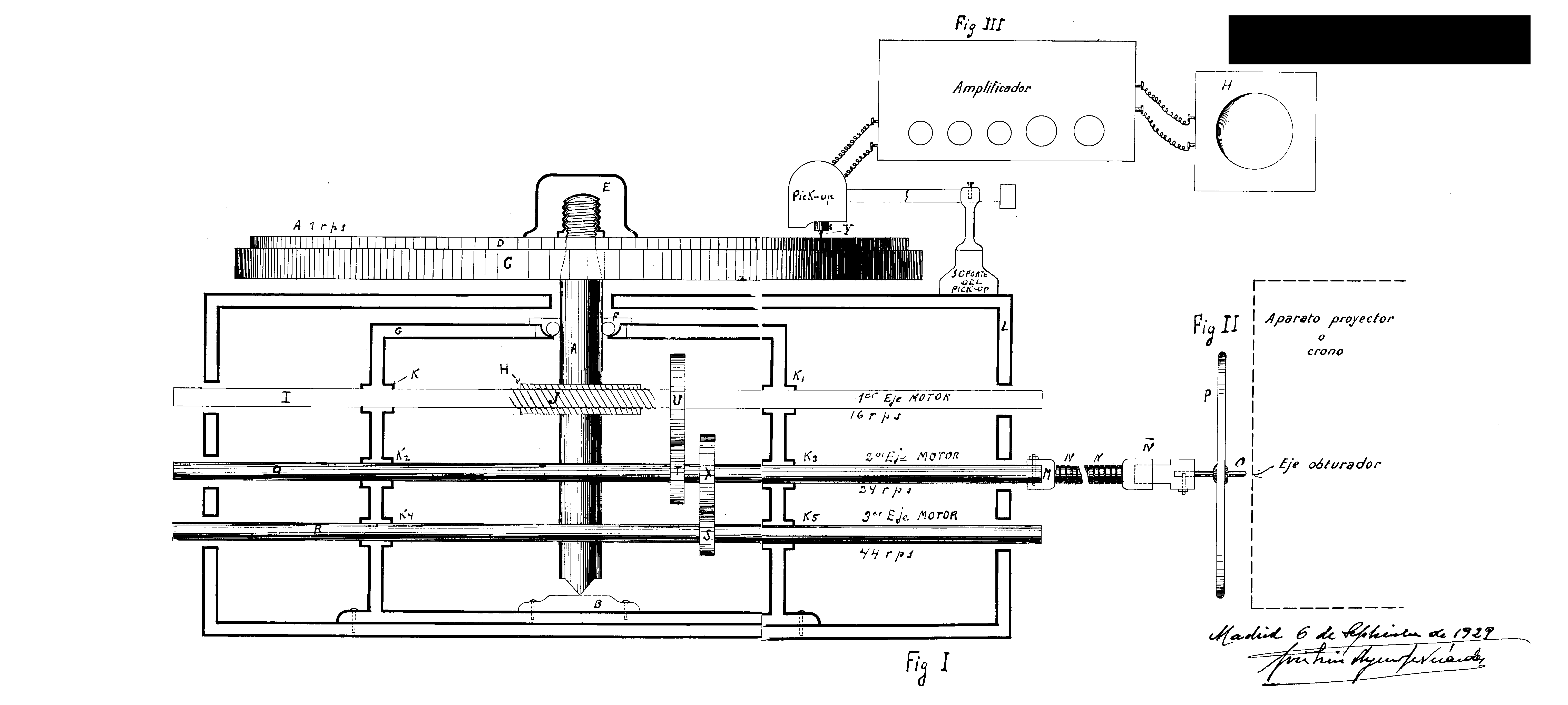
Un aparato sincronizador de la voz o sonido con la proyección cinematográfica adaptable a cualquier sistema de cronos, invento de José Luis Ayuso Fernández

En el año 1929, patentó el Sincronizador Ayuso, un invento que servía para sincronizar el vídeo y el audio de películas, siendo uno de los primeros inventos que dieron lugar al cine sonoro y a su comercialización a gran escala. Este sincronizador se distinguía en que se adaptaba a los distintos aparatos de proyección y tipos de película, además de que era notablemente más barato que competidores como los de Westen (150.000 pesetas) o Photo-phone (125.000 pesetas), pues costaba 25.000 pesetas. Ayuso comercializó internacionalmente esta patente a través de la sociedad Patria-Film.

### Aparato descompresor de imágenes grabadas por procedimiento anamórfico
Otro de sus inventos destacados fue el patentado en 1961 como "Aparato descompresor de imágenes grabadas por procedimiento anamórfico". Este invento servía para descomprimir imágenes grabadas en películas por procedimientos anamórficos. Su funcionamiento se basaba en las Leyes de Refracción y la Ley de Snell, utilizando dos cuñas prismáticas de ángulos contrapuestos. Para corregir los defectos como la dispersión geométrica y cromática, se ajustó el poder dispersivo a las longitudes de onda de los colores del morado al rojo del espectro y se tomó la dispersión media entre estos colores, haciéndose uso de vidrios de silicato Potásico Cálcico (Crown) y silicato potásico Plúmbico (Flint).

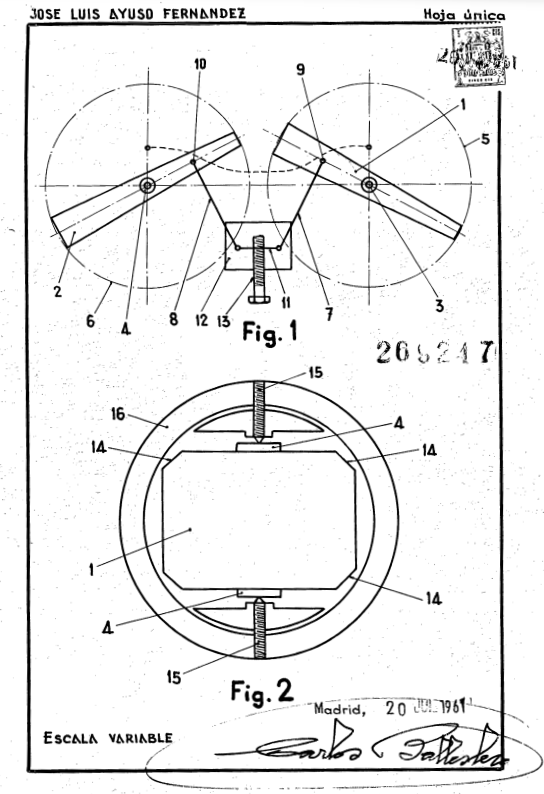
Aparato descompresor de imágenes grabadas por procedimiento anamórfico, invento de José Luis Ayuso Fernández